# 一硒化铈
一硒化铈是一种无机化合物，化学式为CeSe，以Ce3+Se2−(e−)的形式存在。

## 制备
一硒化铈可由金属钠于600°C（或钙于1000°C）还原三硒化二铈得到：
Ce2Se3 + 2Na → 2CeSe + Na2Se
二氢化铈还原硒化铈，也能制得一硒化铈：
Ce2Se3 + CeH2 → 3 CeSe + H2↑